# Обрадзновський потік
Обрадзновський потік (словац. Obrádznovský potok) — річка; права притока Старої Мияви, протікає в окрузі Сениця.
Довжина приблизно 7,9—11,3 км. Витік знаходиться в масиві Хвойницькі пагорби на висоті приблизно 225 метрів.
Протікає територією сіл Дойч; Штефанов і міста Сениця.. Впадає в Стару Мияву на висоті приблизно 175 метрів.